# تحرير تعاوني
التحرير التعاوني هو عملية تحرير تشاركية بين مجموعة من الأفراد لإنتاج عمل تحريري معاً من خلال المساهمات الفردية. تعتبر الخيارات الفعالة في الوعي الجماعي والمشاركة والتنسيق ضرورية لنجاح نتائج الكتابة التعاونية.

## نظرة عامة
الكتابة التعاونية : هي الكتابة التي يقوم بها أكثر من شخص واحد؛ قد يناقشون ما يكتبون قبل البدء، ومناقشة ما كتبوه بعد الانتهاء من كل مسودة يكتبونها. قد يتم تنظيم الكتابة عن طريق تقسيم الكتابة إلى مهام فرعية يتم تعيينها لكل عضو في المجموعة، مع القيام بالجزء الأول من المهام قبل الأجزاء التالية، أو قد يعملون معًا على كل مهمة. يتم التخطيط والكتابة والمراجعة، ويشارك أكثر من شخص في واحدة على الأقل من تلك الخطوات. عادة، تشمل المناقشات حول بنية المستند وسياق المجموعة بأكملها.
غالباً ما يتم تطبيقه على المستندات النصية أو شفرة المصدر البرمجية. هذه المساهمات غير المتزامنة تتسم بالكفاءة في استخدام الوقت، حيث لا يحتاج أعضاء المجموعة إلى التجمع من أجل العمل معًا. عمومًا، تتطلب إدارة هذا العمل برنامجًا؛ الأدوات الأكثر شيوعًا لتحرير المستندات هي الويكي، وأدوات البرمجة وأنظمة التحكم في الإصدار. معظم معالجات النصوص قادرة أيضًا على تسجيل التغييرات؛ يتيح ذلك للمحررين العمل على نفس المستند مع وضع علامات واضحة تلقائياً على من ساهم في التغييرات. توفر بيئات الكتابة الجديدة مثل محرّر مستندات جوجل وظائف تعاونية للكتابة/التحرير مع التحكم في المراجعة والتحرير المتزامن أوغير المتزامن. أداة أخرى تستخدم التحرير التعاوني هي إكسيلينت تابل. 
ويكيبيديا هي مثال على مشروع تحرير تعاوني على نطاق واسع، يمكن أن يكون جيدًا وسيئًا على حد سواء، نظرًا للمساهمات الكبيرة من جانب الجمهور، تمتلك ويكيبيديا واحدة من أوسع نطاقات المحتوى المعرفي في العالم. لسوء الحظ، يؤدي هذا أيضًا إلى ما يسمى «الكتابة على الجدران» عبر الإنترنت، حيث يمكن لأفراد الجمهور تقديم معلومات غير صحيحة أو معلومات عشوائية. يمكن أن تؤدي الكتابة التعاونية إلى مشاريع أكثر ثراءً وتعقيدًا من تلك التي ينتجها الأفراد. تتضمن العديد من مجتمعات التعلم مهمة تعاونية واحدة أو أكثر. ومع ذلك، فإن الكتابة مع الآخرين تجعل مهمة الكتابة أكثر تعقيدًا. هناك قدر متزايد من الأدبيات البحثية التي تدرس كيف يمكن للكتابة التعاونية أن تحسن خبرات التعلم.
يمكن أن تمنع أنظمة إدارة الوصول الصحيحة توليد المعلومات المكررة. تتطلب أنظمة إدارة الوصول الوصول إلى خادم غالبًا عبر الإنترنت. قد يكون التعاون عبر الإنترنت أكثر صعوبة بسبب مشكلات مثل اختلاف المناطق الزمنية بين الأشخاص الذين يؤدون الكتابة التعونية.